# 霍兵
霍兵（1963年—），河北张家口人，汉族，中华人民共和国政治人物，第十一届全国人民代表大会天津地区代表。
毕业于清华大学建筑学院。2008年，当选为全国人大代表。2013年，再次被选为全国人大代表。